# Wojciech Biedrzycki
Wojciech Biedrzycki (ur. 24 lutego 1940 r. we Lwowie) – polski inżynier naftowy, doktor habilitowany, nauczyciel akademicki, działacz społeczny, podróżnik, publicysta, autor książek.

## Życiorys
Urodzony we Lwowie jako syn Emila Biedrzyckiego, od 1945 r. jest mieszkańcem Krakowa. Ukończył studia na Wydziale Górniczym Akademii Górniczo-Hutniczej i uzyskał doktorat na tej samej uczelni, a następnie habilitował się na Uniwersytecie w Lublanie. W latach 1971–1975 pracował w Instytucie Geologicznym w Lublanie (Słowenia), gdzie był m.in. prekursorem zastosowania metod informatycznych w geologii. W latach 1975–2000 pracował na Wydziale Geologii, Geofizyki i Ochrony Środowiska AGH. Jest autorem ponad 80 prac naukowych z dziedziny wiertnictwa, geologii złożowej i geotermii. Był działaczem polskich i jugosłowiańskich organizacji inżynierskich, m.in. przewodniczącym Komisji Współpracy z Zagranicą SITPNiG oraz wiceprzewodniczącym Głównej Komisji Współpracy z Zagranicą NOT.
Działacz PTTK, propagator i organizator turystyki narciarskiej. Był członkiem Zarządu Głównego PTTK w latach 1996–2001 oraz członkiem (w tym: przewodniczącym i wiceprzewodniczącym) Komisji Turystyki Narciarskiej ZG w latach 1981–2006. Jest członkiem honorowym PTTK.
Jest instruktorem ZHP w stopniu harcmistrza. Długoletni instruktor „Zielonej Trójki”, obecnie jest członkiem Komisji Historycznej Chorągwi Krakowskiej ZHP i współautorem prac historycznych o krakowskim harcerstwie.
Uczestnik i organizator wypraw wysokogórskich, kierownik I Polskiej Wyprawy Geologicznej w Himalaje Nepalu (1977) oraz komendant wyprawy Taternickiego Klubu Harcerzy do Langtangu (1984).
Jest autorem kilku książek wspomnieniowo-podróżniczych oraz licznych artykułów w czasopismach turystycznych, m.in. Wierchy, Gościniec, Góry, Magazyn Górski.
Odznaczony m.in. Krzyżem Kawalerskim Orderu Odrodzenia Polski i Złotym Krzyżem Zasługi.
Mąż Katariny Šalamun-Biedrzyckiej, ojciec Miłosza Biedrzyckiego i Mariusza Biedrzyckiego.

## Wybrane publikacje
- GAZem do Nepalu. Z geologami w Himalaje, Kraków 2016, ISBN 978-83-86695-05-8
- Pożegnanie z Azją, Kraków 2012, ISBN 978-83-86695-04-1
- Jak wartki potok, Kraków 2011, ISBN 978-83-86695-00-3
- Stąd do Langtangu (jako Józef Biedruń), Kraków 2005, ISBN 83-89819-37-6
- Modele pozyskania energii źródeł geotermalnych (z Michałem Malagą), Kraków 1987